# Episodi di Law & Order - Unità vittime speciali (decima stagione)

Il cast principale durante la decima stagione:
Michaela McManus (Kim Greylek), B. D. Wong (Dott. George Huang), Tamara Tunie (Melinda Warner), Christopher Meloni (Det. Elliot Stabler), Mariska Hargitay (Det. Olivia Benson), Dann Florek (Cap. Donald Cragen), Richard Belzer (Det. John Munch) e Ice-T (Det. Odafin Tutuola).

La decima stagione della serie televisiva Law & Order - Unità vittime speciali, composta da 22 episodi, è stata trasmessa in prima visione negli Stati Uniti dalla NBC dal 23 settembre 2008 al 2 giugno 2009.
In Italia è stata trasmessa in prima visione sul digitale terrestre da Joi dal 15 settembre al 1º dicembre 2009, e in chiaro da Rete 4 a ottobre-novembre 2010, marzo-aprile 2011 e giugno-luglio 2011.
| nº | Titolo originale | Titolo italiano           | Prima TV USA      | Prima TV Italia   |
| -- | ---------------- | ------------------------- | ----------------- | ----------------- |
| 1  | Trials           | Le prove della vita       | 23 settembre 2008 | 15 settembre 2009 |
| 2  | Confession       | Confessioni               | 30 settembre 2008 | 22 settembre 2009 |
| 3  | Swing            | Altalena                  | 14 ottobre 2008   | 22 settembre 2009 |
| 4  | Lunacy           | L'altra faccia della luna | 21 ottobre 2008   | 29 settembre 2009 |
| 5  | Retro            | Il retrovirus             | 28 ottobre 2008   | 29 settembre 2009 |
| 6  | Babes            | Baby-mamme                | 11 novembre 2008  | 6 ottobre 2009    |
| 7  | Wildlife         | Natura selvaggia          | 18 novembre 2008  | 6 ottobre 2009    |
| 8  | Persona          | In casa                   | 25 novembre 2008  | 13 ottobre 2009   |
| 9  | PTSD             | Stress post-traumatico    | 2 dicembre 2008   | 13 ottobre 2009   |
| 10 | Smut             | Oscenità                  | 9 dicembre 2008   | 20 ottobre 2009   |
| 11 | Stranger         | Estranea                  | 6 gennaio 2009    | 20 ottobre 2009   |
| 12 | Hothouse         | La scuola dei geni        | 13 gennaio 2009   | 27 ottobre 2009   |
| 13 | Snatched         | Il sequestro              | 3 febbraio 2009   | 27 ottobre 2009   |
| 14 | Transitions      | Transizioni               | 17 febbraio 2009  | 3 novembre 2009   |
| 15 | Lead             | Piombo                    | 10 marzo 2009     | 3 novembre 2009   |
| 16 | Ballerina        | La ballerina              | 17 marzo 2009     | 10 novembre 2009  |
| 17 | Hell             | Inferno                   | 31 marzo 2009     | 10 novembre 2009  |
| 18 | Baggage          | Il bagaglio               | 7 aprile 2009     | 17 novembre 2009  |
| 19 | Selfish          | L'egoista                 | 28 aprile 2009    | 17 novembre 2009  |
| 20 | Crush            | Trappola dell'amore       | 5 maggio 2009     | 24 novembre 2009  |
| 21 | Liberties        | Processo per stalking     | 19 maggio 2009    | 24 novembre 2009  |
| 22 | Zebras           | Errori fatali             | 2 giugno 2009     | 1º dicembre 2009  |

## Le prove della vita
- Titolo originale: Trials
- Diretto da: David Platt
- Scritto da: Dawn DeNoon

### Trama
La polizia insegue un furgone e scopre che il guidatore è un bambino sfuggito al controllo dei genitori. Successivamente il piccolo accusa il padre e la madre adottivi di violenze e, per questo motivo, viene contattata l'Unità vittime speciali. Olivia scopre che il minore è il figlio di una delle vittime di un caso di stupro sul quale aveva indagato in passato e potrebbe essere l'anello mancante che potrebbe aiutare a catturare uno stupratore seriale. Questa indagine mette a dura prova Olivia che è ancora perseguitata dall'aggressione sessuale che ha subito in prigione e, al termine della vicenda, decide di andare in terapia.
- Guest star: Luke Perry (Noah Sibert), Julie Bowen (Gwen Sibert), Jae Head (Cristopher), Sara Gilbert (Caitlyn Ryan).

## Confessioni
- Titolo originale: Confession
- Diretto da: Arthur W. Forney
- Scritto da: Judith McCreary

### Trama
Un ragazzo si presenta all'unità vittime speciali affermando di provare attrazione verso i bambini e teme di aver molestato il suo fratellastro di cinque anni. Dopo un interrogatorio, il ragazzo rivela di essere entrato in contatto con il gestore di un sito che si propone di tenere a freno le pulsioni sessuali dei pedofili. Anche il fratellino viene interrogato e non sembra che abbia subito violenze. Non essendosi verificato alcun reato, i detective lasciano libero il ragazzo, ma sono costretti ad avvertire la madre.
- Guest star: Teri Polo (Dana Kelley), Marshall Allman (Eric Byers).

## Altalena
- Titolo originale: Swing
- Diretto da: David Platt
- Scritto da: Amanda Green

### Trama
Olivia chiama Stabler perché sua figlia Kathleen si è introdotta in un appartamento ed è stata scoperta dai proprietari. Stabler indaga privatamente e scopre che Mikki, una delle amiche di sua figlia, è una poliziotta sotto copertura che indaga su un giro di droga tra gli studenti della Hudson. Kathleen ormai è in un vortice autodistruttivo e, quando viene arrestata, le viene diagnosticata una personalità bipolare. L'unico modo per evitare il carcere è ammettere la patologia, ma la ragazza si rifiuta. Interviene allora Olivia che convincerà la madre di Elliot (anch'essa affetta dallo stesso problema) a convincere la nipote a farsi curare. 
- Special Guest Star: Ellen Burstyn (Bernie Stabler).
- Guest star: Allison Siko (Kathleen Stabler), Isabel Gillies (Kathy Stabler), Fiona Dourif (Detective Nikki Breslin / Mikki Braithwaite).
- Curiosità: in questo episodio debutta il personaggio di Bernadette "Bernie" Stabler, la madre del detective, che verrà ripreso tredici anni dopo nello spin-off Law & Order: Organized Crime.

## L'altra faccia della luna
- Titolo originale: Lunacy
- Diretto da: Peter Leto
- Scritto da: Daniel Truly

### Trama
Due ragazzi notano il corpo di una donna smembrata che galleggia nell'acqua. All'inizio sembra che un'altra scena del crimine sia in corso, ma si tratta solo di un film. L'Unità riesce a scoprire che il potenziale sospettato dell'omicidio si muove su un taxi fasullo. Dopo aver rintracciato il taxista, i detective scoprono che quest'ultimo è uno stupratore seriale, ma ha un alibi per la sera in cui è morta la donna, esiste un altro tassista con lo stesso numero di licenza, presumibilmente clonato. La scarsa densità ossea e la scansione della retina permettono all'anatomopatologa Melinda Warner di scoprire che la vittima è una famosa astronauta belga, Marga Janssen. Durante le indagini Stabler si imbatte nel suo mentore, un altro astronauta che in passato lo aveva aiutato a scegliere cosa fare nella vita. L'uomo inizia a collaborare alle indagini.
- Guest star: James Brolin (Colonnello Richard Finley), Danny Mastrogiorgio (Orlando McTeer), Dane DeHaan (Vincent Beckwith), Annika Boras (Leslie Schuster), Kristina Klebe (Astronauta Marga Janssen).
- Curiosità: l'attrice Kristina Klebe ha debuttato nel settore televisivo partecipando a questo episodio nel 2007.

## Il retrovirus
- Titolo originale: Retro
- Diretto da: Peter Leto
- Scritto da: Jonathan Greene e Joshua Kotcheff

### Trama
Una bambina malata di HIV viene abbandonata in un taxi. I detective scoprono che la madre è in carcere e che la neonata era stata affidata ai vicini. Questi ultimi avevano cercato di curare la bambina affidandosi ad un medico olistico che non crede che l'AIDS sia causato dal virus dell'HIV. L'Unità vittime speciali riceve una segnalazione anonima che afferma che il medico in questione ha in cura un'altra bambina con la stessa patologia. Quando gli agenti contattano la madre di questa seconda paziente, scoprono che la piccola è morta.
- Guest star: Martin Mull (Dr. Gideon Hutton), Paula Malcomson (Susan Ross).

## Baby-mamme
- Titolo originale: Babes
- Diretto da: David Platt
- Scritto da: Daniel Truly

### Trama
Un senzatetto viene dato alle fiamme e gli agenti scoprono che prima che venisse appiccato il fuoco, alla vittima erano stati mutilati i genitali. Il cadavere appartiene a un ragazzo con problemi di schizofrenia. L'assassino è un ragazzo che pensava che la vittima avesse stuprato sua sorella mettendola incinta. La ragazza afferma invece di aver avuto un rapporto consensuale perché intenzionata ad avere un bambino a ogni costo. L'Unità vittime speciali scopre che altre amiche della ragazza aspettano un bambino e sono state tutte plagiate dalla "capogruppo" Fidelia Vidal, che era stata la prima a restare incinta. Inizialmente quest'ultima ragazza rivendica con orgoglio la sua scelta, ma ben presto diventa vittima di bullismo online e si impicca. I detective però decidono di approfondire la questione credendo che la madre del fratello dell'ultima ragazza rimasta incinta l'avesse istigata al suicidio, tuttavia scoprono che Fidelia è stata uccisa dal fidanzato geloso. Seppur la madre del fratello della ragazza venga scagionata, la procuratrice, rendendosi conto che la donna è una folle e che danneggerebbe solo il nipote, fa in modo di provocare la donna con uno stratagemma per farsi assalire e farla arrestare per aggressione. La ragazza, rimasta praticamente senza nessuno per potersi occupare del figlio, viene inaspettatamente accolta dal padre del ragazzo ucciso che decide di perdonare l'accaduto poiché nonostante tutto si tratta pur sempre della madre di suo nipote e un bambino dovrebbe portare gioia in ogni caso. L'uomo decide così di provvedere alla ragazza e al figlio per garantire a entrambi una vita migliore e la ragazza accetta chiedendo scusa per quanto compiuto dal fratello.
- Guest star: Britt Robertson (Christina 'Tina' Divola Bernardi), Bridget Barkan (Sara Bernardi), Debi Mazar (Peggy Bernardi), Jesse McCartney (Max Matarazzo).

## Natura selvaggia
- Titolo originale: Wildlife
- Diretto da: Peter Leto
- Scritto da: Mick Betancourt

### Trama
Indagando sulla morte di una ragazza, che tra le varie ferite presenta i morsi di una tigre, la squadra arriva ad un cantante rap appassionato del film Scarface, che possiede, come nella pellicola, una tigre, ma si rivela estraneo all'omicidio, pur fornendo una pista. Stabler si infiltra sotto copertura nella banda del pericoloso criminale internazionale Andre Bushido (un trafficante di animali esotici), fingendosi un addetto alla dogana corrotto. La banda di trafficanti effettua controlli rigorosi sulla vita del nuovo collaboratore, inclusa una visita a sorpresa nella casa dove abita, ma l'Unità Vittime Speciali ha costruito una solida copertura, che include, oltre alla nuova identità, anche casa e lavoro. La situazione si fa tesa quando lo costringono ad indossare un orologio con GPS per monitorare i suoi spostamenti ed un cellulare sotto controllo per le telefonate, e la moglie non riesce a contattarlo. Olivia decide quindi di andarlo a trovare nella casa di copertura, per comunicare con lui verbalmente, ma nel frattempo la banda effettua un altro sopralluogo in casa, mentre Olivia è presente, ma per supportarlo, ha una idea geniale, e si finge una prostituta chiamata quella sera stessa. Purtroppo alla fine la banda perde lo stesso la fiducia in Stabler, gli spara e lo lascia ferito in mezzo ad una strada. Con nuove indagini la squadra riesce ad intervenire durante uno scambio, salvando un gibbone, specie a rischio estinzione. Durante la fuga si scopre che anche Victor, un altro membro della banda, era un infiltrato sotto copertura.
- Guest star: Reginald Eurias Cathey (Victor Tybor), Andrew Divoff (Andre Bushido), Isabel Gillies (Kathy Stabler), Vanessa Aspillaga (Agente Brianna Kalke).
- Curiosità: dopo aver interpretato due ruoli minori nella serie madre del franchise e nello spin-off Law & Order: Criminal Intent, l'attore Reginald Eurias Cathley debutta in questa serie con un altro ruolo secondario. Diventerà più celebre interpretando dal 2012 l'avvocato difensore Barry Querns.
- Citazioni: "Chi ha arredato questo posto? Un tornado?" (Detective Tutuola).

## In casa
- Titolo originale: Persona
- Diretto da: Helen Shaver
- Scritto da: Amanda Green

### Trama
Una donna si reca in farmacia per prendere urgentemente la pillola del giorno dopo, ma ha un diverbio con la farmacista che cerca di convincerla a tenere il bambino e darlo in adozione, aggredendola e venendo poi fermata da una guardia di sicurezza della struttura. Si scopre che la donna si chiama Mia Latimer ed è vittima di stupro, quindi viene coinvolta l'Unità vittime speciali. Mia, grazie all'interessamento della squadra, entra in un centro di accoglienza per donne maltrattate, decidendo però di andarsene via e tornare a casa dal marito violento Brent pochi giorni dopo. La donna però non è la sola ad aver subito un torto. Mentre cerca di fermare il caso di abuso domestico, la detective Olivia Benson incontra un'altra donna, la vicina di casa di una delle vittime, Linnie Malcom, che è stata una fuggitiva per oltre 30 anni ed è stata anch'essa vittima di abuso domestico nel 1974. All'epoca infatti si chiamava Caroline Cresswell, ed ha nascosto una brutta storia, tenuta segreta a lungo tempo. Nel caso viene coinvolto anche il giudice Donnelly, che aveva seguito il caso all'epoca e si ritrova faccia a faccia con la sua vecchia conoscenza. La storia si ripete.
- Guest star: Clea DuVall (Mia Latimer), Brenda Blethyn (Caroline Cresswell / Linnie Malcom), Judith Light (Giudice Elizabeth Donnelly), Mike Doyle (Tecnico di laboratorio Ryan O'Halloran).
- Citazioni: "Noi abbiamo due tipi in gamba che ci difendono, si chiamano Smith & Westone!" (Il nome è la citazione di un produttore di pistole).

## Stress post-traumatico
- Titolo originale: PTSD
- Diretto da: Eriq La Salle
- Scritto da: Judith McCeary

### Trama
La terapeuta di Olivia le chiede di rintracciare Jessica Crewes, una paziente della quale non ha più notizie. La detective ritrova il cadavere della donna alla quale è stato asportato il bambino che aspettava. L'Unità vittime speciali scopre che la donna è stata stuprata in Iraq e il feto, frutto della violenza, avrebbe consentito di identificare il colpevole. La vittima è una soldatessa appartenente ai Marines e le indagini diventano difficoltose perché il principale sospettato fa parte delle forze armate.
- Guest star: Ryan Christian Kwanten (Sergente Maggiore Dominic Pruitt), Dominic Fumusa (Tenente Gary Rosten), Amy Spanger (Marlene Rosten).

## Oscenità
- Titolo originale: Smut
- Diretto da: Chris Eyre
- Scritto da: Kam Miller

### Trama
Kelly Sun, una ragazza vittima di stupro, viene ritrovata in un parco seminuda e ferita, e non ricorda nulla dell'accaduto. Le indagini portano ad Eric Lutz, uno stupratore seriale che l'ha drogata tramite scopolamina, un allucinogeno noto in Colombia come Yerba del Diablo. Il sospettato viaggia spesso per lavoro in quel paese e in una perquisizione nel suo appartamento la squadra fa una scoperta sconcertante. Lutz possiede infatti dei video delle violenze anche di altre ragazze, alcune delle quali si rivelano però delle escort reclutate tramite una agenzia che hanno simulato uno stupro per compiacere il cliente. Un'altra delle vittime, Laurel Andrews, è però reale, solo che non ricorda più nulla dell'accaduto a causa degli effetti della droga. Quando la squadra le fa vedere un fotogramma del filmato che la coinvolge ricorda pian piano tutto, e quindi Eric Lutz viene processato per entrambi i reati. Nella parte processuale dell'episodio la difesa di Lutz punta a fargli riconoscere l'infermità per via della troppa esposizione alla pornografia, da cui effettivamente l'accusato è dipendente. A sorpresa viene fuori però anche l'ex ragazza di Lutz, coinvolta anche lei nella spirale di violenze.
- Guest star: Michael Trucco (Eric Lutz), Kelly Hu (Kelly Sun), Christy Pusz (Laurel Andrews), Christine Ebersole (Avvocatessa Hilary Regnier), Joel de la Fuente (Tenente Ruben Morales).
- Citazioni: "Abbiamo arrestato centinaia di colpevoli, con tanto di quel materiale porno da far vomitare Jenna Jameson (la famosa pornostar statunitense)" (Olivia Benson).

## Estranea
- Titolo originale: Stranger
- Diretto da: David Platt
- Scritto da: Dawn DeNoon

### Trama
Un'adolescente rivendica l'identità di Heather Hallander, una ragazza scomparsa quattro anni prima, ma l'Unità vittime speciali scopre che ciò che la ragazza dichiara è falso. Determinante per smascherarla si rivela un'analisi del sangue: mentre i genitori della vera Heather sono entrambi di gruppo A, la misteriosa adolescente appartiene al gruppo B. Si tratta infatti di Kristen Vucelik, un'altra persona, senza una famiglia, che ha trovato una ragazza somigliante negli archivi delle persone scomparse, arrivando anche a farsi un tatuaggio identico a quello di Heather come prova della sua identità. Pur tuttavia, le storie della ragazza sulla sofferenza di abusi spaventosi potrebbero rivelarsi veritiere, ed anche un sacerdote la riconosce come persona vittima di abuso e stupro, e risulta anche rapita ed abusata dal padre in Ohio sei anni prima. La sorella della vera Heather pensa che la ladra di identità possa aver avuto un ruolo importante nella scomparsa della reale quattordicenne e la accusa durante il processo. La ragazza si rivela in realtà una povera sventurata che voleva solo sfuggire al padre pedofilo che l'aveva rapita e violentata per anni e lei era riuscita a fuggire e si era fatta passare per la bambina scomparsa pur di avere una famiglia. Olivia ed Elliot stanano il pedofilo e con l'aiuto di Fin lo mettono fuori combattimento per arrestarlo e successivamente lo fanno confessare. Fatta uscire di prigione la ragazza, la squadra la riunisce con la madre tuttavia Kristen decide di passare a salutare i familiari di Heater per scusarsi dell'accaduto, ma la sorella di Heather la sequestra e minaccia di gettarla nel camino. Fortunatamente Olivia ed Elliot giungono in tempo sul posto e la fermano. La sorella di Heather rivela in preda allo shock e al rimorso di aver ucciso la sorella anni prima gettandola nel camino perché Heather aveva scoperto che la sorella si drogava e voleva dirlo ai genitori e lei per zittirla l'aveva gettata nel camino uccidendola e vivendo negli anni successivi in preda al rimorso. La squadra le impedisce di suicidarsi e l'arresta mettendo fine alla vicenda una volta per tutte.
- Guest star: Ellen Woglom (Heather Hallander / Kristen Vucelik), Amir Arison (Dr. Manning).

## La scuola dei geni
- Titolo originale: Hothouse
- Diretto da: Peter Leto
- Scritto da: Charley Davis

### Trama
In un molo viene ritrovato il corpo di una giovane ragazza con abiti succinti e una croce ortodossa. La Warner determina che era morta prima di finire nel fiume, che ha subito abusi in passato e che di recente si è trovata a New York e in Ucraina. Gli investigatori ritengono che la ragazza sia stata trafficata a scopo sessuale. Tuttavia, quando le loro piste li portano da un trafficante sessuale ucraino di nome Alik, lui rivela che la ragazza morta non solo non era una delle sue, ma anche che non era stata affatto vittima di tratta; viene presto identificata come la bambina prodigio Elsa Lychkoff. Fin scopre che Elsa ha frequentato Morewood, un collegio esclusivo con diplomati che di solito frequentano scuole prestigiose tra cui M.I.T., Cal Tech e Harvard. La morte dell'adolescente, che era anche un genio della matematica, mette in luce alcune pratiche inquietanti e malsane che hanno luogo tra un gruppo di studenti competitivi in una prestigiosa accademia. In particolare viene alla luce un abuso di una specifica sostanza ADHD usata per la cura dei disturbi del sonno, che porta gli studenti a restare svegli per diversi giorni senza mai dormire. Il medicinale è stato usato, già negli anni sessanta, come uno stimolante per indurre la privazione del sonno nei soldati dall'Esercito Statunitense, ed ora è testato sugli studenti segretamente. La compagna di stanza della vittima, Jennifer Banks, sembra aver avuto un ruolo determinante nella morte della giovane. Nel processo si evidenzia come l'abuso del medicinale sia equiparabile al temporaneo stato di incapacità mentale, per gli squilibri che la sostanza provoca al cervello privo di sonno. 
- Guest star: Sarah Hyland (Jennifer Banks), Misha Kuznetsov (Alik), Aya Cash (Katrina Lychkoff).

- Curiosità: Aya Cash ha debuttato nel 2006 come attrice partecipando a due episodi del franchise di Law & Order.

## Il sequestro
- Titolo originale: Snatched
- Diretto da: David Platt
- Scritto da: Mick Betancourt

### Trama
Quando una giovane ragazza di nome Rosie Rinaldi viene rapita, le prove puntano immediatamente all'ex marito della madre, un detenuto recentemente rilasciato sulla parola di nome Geno Parnell. Mentre l'Unità vittime speciali cerca di recuperare la bambina rapita in casa sua, gli investigatori scoprono che la famiglia della vittima è piena di truffatori e criminali in carriera, nessuno dei quali può essere considerato attendibile o al di là di ogni sospetto. Tuttavia, dopo che Parnell viene ritenuto innocente, i detective si trovano in una situazione davvero intricata, e smascherano uno per uno i membri della famiglia di truffatori e abili ladri. Con l'aiuto di un uomo di nome Eddie Mack attraverso un codice, Geno e Stabler rintracciano un professore di nome Roy Batters, il miglior scassinatore di casseforti del paese, di cui ottengono l'opinione su chi potrebbe aver commesso la rapina, poiché si è trattato di un'operazione molto difficile da decifrare. Dapprima riluttante, rivela che probabilmente ci sono solo tre persone al mondo che avrebbero potuto scassinare la cassaforte; quei tre sono lui, il suo mentore e il figlio del suo mentore. Poiché non aveva commesso l'atto, e poiché il suo mentore è ora morto, Stabler e la polizia irrompono nell'appartamento del figlio e lo arrestano per il crimine. Nell'armadio, Stabler trova Rosie illesa. Stabler la dà a Geno perché si prenda cura di lei e gli dà i soldi per alcune notti in un hotel. L'ufficiale per la libertà vigilata di Parnell decide di lasciar andare la sua violazione della libertà condizionale, dando a Geno la possibilità di ricominciare da capo con sua figlia. Frank, nel frattempo, viene mandato in una struttura per adulti a causa della sua demenza. Una successiva rapina dell'hotel da parte di Geno complica ulteriormente la situazione.
- Guest star: Dabney Coleman (Frank Hagar), Ron Eldard (Geno Parnell), Michelle Ray Smith (Liz Rinaldi), Michael C. Williams (Pete Rinaldi), Daisy Tahan (Rosie Rinaldi), Wallace Shawn (Professor Roy Batters), Burt Young (Eddy Mack).

## Transizioni
- Titolo originale: Transitions
- Diretto da: Peter Leto
- Scritto da: Ken Storer

### Trama
Benson e Stabler indagano sul caso di Mark Van Kuren, un uomo che lavora nel settore recupero crediti e oggetti confiscati, che viene brutalmente picchiato fuori dallo Sugar Pops, uno strip club. All'inizio sembra che l'uomo sia stato aggredito per essersi riappropriato dell'auto di una delle spogliarelliste, ma ben presto le indagini fanno emergere nuove prove, che puntano verso un'altra persona, estranea al locale ma coinvolta nella vita familiare dell'uomo. La vittima ha infatti una figlia adolescente di 13 anni, Hailey Van Kuren, che ha intrapreso un percorso di transizione, essendo nata maschio, ed il padre, infatti, si riferisce a lei ancora con il nome originale da uomo, Henry, ostacolando il suo vestirsi da donna e voler fare una costosa terapia ormonale. Il movente dell'aggressione sembra essere proprio il fatto che l'uomo non approvi il desiderio della figlia di cambiare sesso e diventare transgender. Ulteriori indagini fanno emergere il fatto che la ragazza stia frequentando un gruppo di supporto per persone in transizione, in cui però qualcuno sta operando al di fuori delle leggi. 
- Guest star: Wendy Makkena (Ellen Van Kuren), Alex Kingston (Avvocatessa Miranda Pond), Bridger Zadina (Hailey Van Kuren), Amir Arison (Dr. Manning).
- Curiosità: Il cognome del personaggio interpretato da Alex Kingston, Pond, è un riferimento alla serie Doctor Who, nella quale la Kingston interpreta la figlia della compagna del Dottore, Amy Pond.

## Piombo
- Titolo originale: Lead
- Diretto da: David Platt
- Scritto da: Jonathan Greene

### Trama
Quattro diversi casi di abuso di minorenni avvenuti in uno studio di pediatria portano l'Unità Vittime Speciali ad indagare sul medico titolare, il Dr. Gilbert Keppler. Quando il pediatra, in attesa di processo per aver abusato dei pazienti viene trovato morto, Stabler e Benson indagano e ritengono sia possibile che l'omicidio sia stato effettuato da una vittima o da un genitore delle stesse. I sospetti puntano tutti sul padre di un ragazzo ritardato, Jeff Lynwood, che è una delle quattro vittime del pediatra, la cui pistola calibro 48 risulta compatibile con l'arma del delitto. Ulteriori indagini scoprono che le impronte sull'arma appartengono però proprio al figlio che, una volta in sala interrogatori, confessa subito il delitto per via di uno scatto d'ira. In seguito viene fuori anche che il ragazzo non è nato con un ritardo, ma che il problema mentale gli è stato causato dalla vernice al piombo di alcuni giocattoli che era solito leccare da piccolo, avvelenandosi giorno per giorno. Nel processo viene quindi chiamato anche il responsabile della società produttrice dei giocattoli. In questo caso viene anche richiamata Alexandra Cabot, che aveva collaborato anni prima con l'Unità Vittime Speciali.
- Guest star: Stephanie March (Alexandra Cabot), John Gallagher, Jr. (Jeff Lynwood), Lawrence Arancio (Dr. Gilbert Keppler), Ann Dowd (Lillian Siefeld).
- Curiosità: l'episodio è il centesimo della serie.
- Curiosità: gli attori Lawrence Arancio ed Ann Dowd nella vita sono sposati.

## La ballerina
- Titolo originale: Ballerina
- Diretto da: Peter Leto
- Scritto da: Daniel Truly

### Trama
Gli investigatori indagano sul misterioso omicidio di una ballerina e i sospetti si concentrano sul proprietario di un locale da ballo trasformato in locale da lap dance. Quando però Marvin Sulloway, il sospettato per l'omicidio, cade da una finestra, apparentemente suicida, la squadra ipotizza che sia stato invece gettato da qualcuno per simulare il suo suicidio. Le storie che l'uomo prendesse antidepressivi sembra reggere, ma le impronte sulla finestra sono al contrario, come se si reggesse e non volesse cadere. A quel punto la loro indagine si concentra invece sulla moglie del sospettato, ex ballerina, e su suo nipote che vive con loro. I due hanno infatti una insolita relazione speciale. La donna confessa che, al compimento dei suoi diciotto anni, lo ha sedotto e da allora vivono uno strano rapporto incestuoso. La squadra cerca di mettere entrambi sotto pressione durante gli interrogatori per farli confessare. Il dottor Huang, dopo una prima analisi medica, fa una scoperta sconcertante. Indagando sulla vita passata della vedova, Birdie Sulloway, gli agenti scoprono tante strane storie sui suoi quattro ex mariti, che sono scomparsi per strani incidenti.
- Guest star: Stephanie March (Alexandra Cabot), Vincent Curatola (Marvin Sulloway), Carol Burnett (Birdie Sulloway), Matthew Lillard (Chet Sulloway), Noel Fisher (Tecnico C.S.U. Dale Stuckey).
- Curiosità: Carol Burnett è stata realmente una ballerina da giovane, ed ha partecipato a diversi spettacoli di Broadway.
- Citazioni: "Abbiamo di fronte una Vedova Nera!" (Capitano Donald Cragen)

## Inferno
- Titolo originale: Hell
- Diretto da: David Platt
- Scritto da: Amanda Green

### Trama
Una ragazza viene aggredita per strada ad Harlem, e finisce all'ospedale Mercy Hospital, la squadra indaga sul brutale stupro e pestaggio della giovane ragazza, ma le cose sono davvero complicate, poiché non solo la vittima disegna un diavolo come aggressore, ma anche l'identikit dell'uomo che l'ha attaccata e le testimonianze di alcune persone, incluso un barbone che pare aver visto qualcosa, ricordano il diavolo.  Il detective Munch, esperto in reati legati al satanismo, inizialmente segue la pista delle sette sataniche, e raccoglie alcune testimonianze su Padre Theo Burdett, un prete che ha la nomea di aver avuto strani trascorsi sospetti. Il prete riconosce però la ragazza aggredita, che è la sua figlia adottiva, Miriam, emigrata da poco dall'Africa per sfuggire ad una situazione pericolosa. I sospetti si concentrano anche su Elijah Okello, un ex soldato africano, amico di Miriam, che è stato l'ultimo a vederla prima dell'aggressione. Dalle indagini successive si scopre che "il diavolo" è anche il soprannome di un criminale di guerra dell’Uganda.
- Guest star: Stephanie March (Alexandra Cabot), Robert Wisdom (Padre Theo Burdett), Gbenga Akinnagbe (Elijah Okello).

## Il bagaglio
- Titolo originale: Baggage
- Diretto da: Chris Zalla
- Scritto da: Judith McCreary

### Trama
Una donna viene trovata morta, nuda e legata in posizione incaprettata, e presto si scoprono ben altre quattro vittime simili. Stabler è costretto a lavorare sul caso del serial killer con Victor Moran, un detective della Omicidi irritante che si occupa del caso da mesi e preferirebbe lavorare da solo. Mentre un sospettato è in custodia viene trovata una sesta vittima. Sono tutte legate da un particolare che nessuno ha notato, una valigia persa in aeroporto e ritrovata. Tuttavia, Stabler scopre che le motivazioni del detective non sono la gloria e il riconoscimento.
- Guest star: Delroy Lindo (Detective Victor Moran), Nelson Vasquez (Mark Ocurro), Jeri Ryan (Avvocatessa Patrice LaRue), Joanna Merlin (Giudice Lena Petrovsky).

## L'egoista
- Titolo originale: Selfish
- Diretto da: David Platt
- Scritto da: Mick Betancourt

### Trama
Ashlee Walker, una giovane madre immatura e irresponsabile, è accusata di aver ucciso sua figlia Sierra, le indagini trovano il cadavere sepolto, ma si scopre che la piccola non è stata uccisa, è stata vittima di un'epidemia di morbillo. Qualcuno sta diffondendo il virus e si cerca il paziente zero. Il vice procuratore distrettuale Cabot accusa quindi Monica Stewart, la madre della bambina che ha iniziato l'epidemia, che si è rifiutata di immunizzarla.
- Guest star: Hilary Duff (Ashlee Walker), Mike Pniewski (Ralph Walker), Annie Potts (Avvocatessa Sophie Devere), Noel Fisher (Tecnico C.S.U. Dale Stuckey), Stephanie March (Vice procuratore Alexandra Cabot).
- Citazioni: "quella è innocente come Bernie Madoff" (Detective Stabler).

## Trappola dell'amore
- Titolo originale: Crush
- Diretto da: Peter Leto
- Scritto da: Jonathan Greene

### Trama
Kim Garnet, una studentessa delle superiori, cade da una rampa di scale e va in coma. L'Unità vittime speciali viene avvisata quando l'esame del medico rivela segni di abuso fisico. Al risveglio, la ragazza si rifiuta di nominare il suo aggressore, anche se i detective hanno già due sospetti: il fidanzato della ragazza ed Ethan Morse, uno "sfigato" che ha una cotta per lei. Frustrato, un procuratore della corte di famiglia convince Benson a usare il sexting come pretesto per arrestarla per aver distribuito materiale pedopornografico. Di fronte a questo ultimatum e aiutata da Kathleen, la figlia di Stabler, che le fa capire che un ragazzo che la ama davvero non oserebbe picchiarla, ma la dovrebbe trattare con dignità e che un tempo si comportava come lei, ma dopo essere finita in carcere ha capito di avere bisogno di aiuto e grazie all'aiuto di Olivia ha ripreso in mano la sua vita. Grazie alle parole di Kathleen, la vittima ammette di essere stata abusata dal suo ragazzo che viene arrestato. Tuttavia contro ogni aspettativa, seppur la procuratrice avesse accolto la richiesta del ritiro delle accuse di pedopornografia, il giudice rifiuta tale richiesta e fa sbattere in carcere senza processo la povera ragazza. Davanti a questo abuso di potere, i detective pianificano un'operazione contro il giudice e il suo impiegato corrotto del tribunale. Stabler indaga sotto copertura sul giudice e scopre un collegamento sospetto tra lei ed un istituto di detenzione in cui vengono mandati ragazzi accusati di reati minori ingigantiti apposta. La squadra riesce ad incastrare il giudice corrotto grazie ad un falso processo orchestrato appositamente. Grazie a ciò la condanna viene annullata e la ragazza rilasciata dal carcere decide di fidanzarsi con il ragazzo che era sempre stato innamorato profondamente di lei. 
- Guest Star: Swoosie Kurtz (Giudice Hilda Marsden), Ezra Miller (Ethan Morse), Carly Schroeder (Kim Garnet), Melinda McGraw (Procuratore Samantha Copeland), Allison Siko (Kathleen Stabler), Geoffrey Cantor (Impiegato Ed Mangini), Alex Kingston (Avvocatessa Miranda Pond), Noel Fisher (Tecnico C.S.U. Dale Stuckey), Amir Arison (Dr. Manning).
- Episodio parzialmente basato su un fatto di cronaca avvenuto in Pennsylvania nel 2008 su uno scandalo noto come "Kids for cash scandal" che coinvolge dei ragazzi.

## Processo per stalking
- Titolo originale: Liberties
- Diretto da: Juan José Campanella
- Scritto da: Dawn DeNoon

### Trama
Una ragazza, Pam Galliano, ha aggredito Owen Walters, un uomo che era entrato nel suo appartamento, accusandolo di averla stuprata. Owen però obietta che lei lo voleva ed ha organizzato tutto da un sito web. Dalle indagini esce fuori che lo stupro è stato orchestrato dal suo ex Tyler Brunson, un sistemista informatico e hacker, che la perseguita. Un giudice ha una strana richiesta per i querelanti che stanno cercando di ottenere un ordine restrittivo: chiede ai detective di intervistare un serial killer condannato per il rapimento di suo figlio Marshall , avvenuto 30 anni prima, che sta morendo di Enfizema. Un incredibile segreto viene svelato.
- Guest star: Stephanie March (Vice procuratore Alexandra Cabot),   Alan Dale (giudice Joshua Koehler), Jon Patrick Walker (Tyler Brunsen / Marshall Koehler), Linda Park (Tecnico C.S.U.).

## Errori fatali
- Titolo originale: Zebras
- Diretto da: Peter Leto
- Scritto da: Amanda Green e Daniel Truly

### Trama
Un padre e sua figlia trovano il cadavere di una donna in un cespuglio a Central Park. Munch e Fin scoprono che un certo Peter Harrison, che stava prestando servizio in una comunità a causa di un precedente crimine, si era assentato dal lavoro proprio nel periodo in cui veniva consumato l'omicidio. Stabler e Benson interrogano quindi Harrison, che espone teorie di complotto e confessa di aver ucciso la donna per avergli scattato delle fotografie, ma poi arriva il suo avvocato, Julia Zimmer, che interrompe l'interrogatorio. Nel frattempo, durante una perquisizione nell'appartamento di Harrison, Munch e Fin trovano un coltello insanguinato e il tecnico forense Ryan O'Halloran ha modo di confermare che il DNA corrisponde a quello della vittima. Tuttavia, siccome l'avvocato Zimmer trova un errore del tecnico forense Dale Stuckey nella documentazione delle prove, il giudice Elizabeth Donnelly è costretta a liberare Harrison e rimprovera duramente Stuckey per l'accaduto.
Più tardi, a Coney Island, viene uccisa un'altra donna in modo simile. Stuckey trova una lattina con un'impronta insanguinata e viene confermato che appartiene ad Harrison. La squadra si attiva per trovare il colpevole e scopre che quest'ultimo ha rivelato il luogo in cui si nasconde a un utente di un sito web che si occupa di teorie della cospirazione. Munch dal nickname capisce che l'utente è la sua ex moglie Gwen, quindi va a trovarla e la convince a rivelargli dove si nasconde Harrison. Ma l'assassino sfugge alla cattura e irrompe nello studio della Zimmer, che riesce a chiamare Stabler e Benson per essere aiutata, ma subito dopo viene rinchiusa nella sua auto al cui interno viene rilasciato un gas velenoso; Stabler rompe il finestrino della macchina, ma è troppo tardi e non riesce a salvarla.
Poco dopo, il giudice Donnelly rischia di essere uccisa a casa sua quando si siede su una siringa piena di cloruro di potassio; viene salvata da Stabler e Benson, che la portano di corsa in ospedale. 
O'Halloran nel frattempo dice a Stabler e Benson che una zanzara potrebbe aver punto l'assassino mentre stava compromettendo l'auto di Zimmer, per cui il DNA potrebbe incastrare il colpevole. Ma O'Halloran mentre elabora i risultati nel laboratorio di medicina legale, viene pugnalato e ucciso. Quando Stabler sopraggiunge nel laboratorio, vede su un monitor di un computer che il DNA corrisponde a quello di Stuckey. Stabler viene messo KO proprio da Stuckey, che subito dopo risponde a una chiamata di Olivia Benson al cellulare di Elliot e le mente, informandola che Stabler è andato a mangiare del sushi e ha dimenticato lì il telefono. Stuckey lega Stabler a una sedia e mentre inizia a torturarlo, ammette sia di aver ucciso la donna a Coney Island per incastrare Harrison, sia di aver attaccato Zimmer e Donnelly per averlo messo in ridicolo. Improvvisamente, entra nel laboratorio Olivia Benson che, nonostante sia sotto tiro da Stuckey, riesce a convincerlo di essere attratta da lui e che anche lei odia Stabler. E così, mentre la Benson bacia Stuckey con l'obiettivo di distrarlo e lo spinge ad avvicinarsi di spalle a Stabler, quest'ultimo riesce a sferrargli un calcio, permettendo alla Benson di mettere Stuckey fuori combattimento. Quando Stabler chiede alla Benson come abbia fatto a capire che fosse nei guai, la collega gli spiega che Stuckey le aveva detto che era uscito a mangiare del sushi, e lei sa bene che a Stabler il sushi non piace.
- Guest star: Noel Fisher (Tecnico C.S.U. Dale Stuckey), Kelly Bishop (Julia Zimmer), Nick Stahl (Peter Harrison), Mike Doyle (Tecnico C.S.U. Ryan O'Halloran), Judith Light (Giudice Elizabeth Donnelly), Carol Kane (Ex moglie Gwen Munch), Ronald Guttman (Professor Edgar Radzinski).
- Curiosità: questo è l'ultimo episodio in cui compare il tecnico forense Ryan O'Halloran, pugnalato a morte dal collega della Crime Scene Unit Dale Stuckey, rivelatosi un assassino per coprire un suo errore d'indagine. Il personaggio è comparso in un totale di 53 episodi, dalla quinta alla decima stagione.

Annotazioni
1. ↑  Movietele.it riporta 6 gennaio 2008, ma è chiaramente un errore di battitura.

Fonti
1. 1 2   Prime tv originali e italiane di Law & Order - Unità vittime speciali (stagione 10), su Movietele.it. URL consultato il 19 agosto 2024.